# Oblast Silistra
| Basisdaten          | Basisdaten                 |
| ------------------- | -------------------------- |
| Region:             | Nordostbulgarien           |
| Verwaltungssitz:    | Silistra                   |
| Fläche:             | 2.846 km²                  |
| Einwohner:          | 95.614 (31. Dezember 2022) |
| Bevölkerungsdichte: | 33,6 Einwohner je km²      |
| NUTS:BG-Code:       | BG325                      |
| Karte               |                            |
| Karte               |                            |

Die Oblast Silistra (bulgarisch Област Силистра, türkisch Silistre ili) ist eine Verwaltungseinheit im Nordosten Bulgariens. Sie grenzt an Rumänien, teilweise im Verlauf der Donau. Die größte Stadt der Region ist das gleichnamige Silistra.

## Bevölkerung
In der Oblast (Bezirk) Silistra leben 95.614 Einwohner auf einer Fläche von 2846 km².

## Städte
| Stadt     | Bulgarischer Name | Einwohner (31. Dezember 2022) |
| --------- | ----------------- | ----------------------------- |
| Silistra  | Силистра          | 27.727                        |
| Tutrakan  | Тутракан          | 6.910                         |
| Dulowo    | Дулово            | 5.716                         |
| Alfatar   | Алфатар           | 1.240                         |
| Glawiniza | Главиница         | 1.210                         |